# Lista över brittiska flygvapenchefer
Storbritanniens flyvapenstabschef (Chief of the Air Staff) är den högsta yrkesmilitära befattningen i det Storbritanniens flygvapen (Royal Air Force). Flyvgapenstabschefen är underställd försvarschefen som är den högsta yrkesmilitära befattningen i hela krigsmakten. 
Befattning infördes 1918 och fram 1964 var stabschefen en av befattningshavarna i Air Ministry. Därefter skapades Storbritanniens försvarsministerium.
Michael Wigston är flygvapenstabschef sedan 2018.

## Lista över flygvapenstabschefer 1918–(nutid)
- 3 januari 1918 - Generalmajor Sir Hugh Trenchard
- 13 april 1918 - Generalmajor Sir Frederick Sykes
- 22 januari 1919 - Marshal of the Royal Air Force Sir Hugh Trenchard
- 1 januari 1930 - Air Chief Marshal Sir John Salmond
- 1 april 1933 - Air Chief Marshal Sir Geoffrey Salmond
- 28 april 1933 - Air Chief Marshal Sir John Salmond
- 22 maj 1933 - Air Chief Marshal Sir Edward Ellington
- 1 september 1937 - Marshal of the Royal Air Force Lord Newall
- 25 oktober 1940 - Marshal of the Royal Air Force Lord Portal
- 1 januari 1946 - Marshal of the Royal Air Force Sir Arthur Tedder
- 1 januari 1950 - Marshal of the Royal Air Force Sir John Slessor
- 1 januari 1953 - Marshal of the Royal Air Force Sir William Dickson
- 1 januari 1956 - Marshal of the Royal Air Force Sir Dermot Boyle
- 1 januari 1960 - Marshal of the Royal Air Force Sir Thomas Pike
- 1 september 1963 - Air Chief Marshal Sir Charles Elworthy
- 1 april 1967 - Air Chief Marshal Sir John Grandy
- 1 april 1971 - Air Chief Marshal Sir Dennis Spotswood
- 1 april 1974 - Air Chief Marshal Sir Andrew Humphrey
- 7 augusti 1976 -  Marshal of the Royal Air Force Sir Neil Cameron
- 10 augusti 1977 -  Air Chief Marshal Sir Michael Beetham
- 15 oktober 1982 -  Air Chief Marshal Sir Keith Williamson
- 15 oktober 1985 -  Air Chief Marshal Sir David Craig
- 14 november 1988 -  Air Chief Marshal Sir Peter Harding
- 6 november 1992 -  Air Chief Marshal Sir Michael Graydon
- 10 april 1997 - Air Chief Marshal Sir Richard Johns
- 21 april 2000 - Air Chief Marshal Sir Peter Squire
- 1 augusti 2003 - Air Chief Marshal Sir Jock Stirrup
- 13 april 2006 - Air Chief Marshal Sir Glenn Tropy
- 31 juli 2009 - 2013 – Air Chief Marshal Sir Stephen Dalton
- 2013 - 2016 – Air Chief Marshal Sir Andrew Pulford
- 2016 - 2019 – Air Chief Marshal Sir Stephen Hillier
- 2019 – sittande – Air Chief Marshal Sir Michael Wigston